# 베이퍼웨어
베이퍼웨어(영어: vaporware, vapourware)는 아직 실용화되지 않았거나 실제 존재하지 않지만 논의되고 광고도 하는 소프트웨어 또는 하드웨어이다. 베이퍼웨어는 사용자들에게 지금은 할 수 없는 일이 미래에는 가능하다는 환상을 심어주고 당장 구입할 수 있는 경쟁업체의 제품을 사지 못하도록 막는 효과가 있다.

## 같이 보기
- 티스푼 공사